# Because the Night
Singles de Patti Smith Group
Ask the Angels
(1977) Privilege (Set Me Free)
(1978)
Because the Night est une chanson rock coécrite par Patti Smith et Bruce Springsteen et interprétée par Patti Smith. Sortie en single en mars 1978, elle est extraite de l'album Easter (crédité au Patti Smith Group).
Il s'agit du plus gros succès commercial de la chanteuse (13e dans le Billboard Hot 100 aux États-Unis, 5e dans les charts britanniques). Elle a été souvent reprise, en différents styles.

## Histoire de la chanson
La chanson est tout d'abord enregistrée par Bruce Springsteen pendant les sessions de l'album Darkness on the Edge of Town, mais il ne la retient pas dans la sélection finale. Il donne l'enregistrement à son ingénieur du son et ami Jimmy Iovine qui travaille également avec Patti Smith, pensant que le morceau pourrait plaire à cette dernière. La chanteuse l'apprécie en effet. Un soir, alors qu'elle écoute chez elle le morceau sans texte, elle écrit ses propres paroles, en attendant un coup de téléphone de Fred "Sonic" Smith (qui deviendra son époux),,. La chanson est enregistrée pour l'album Easter.
De son côté, Bruce Springsteen interprète la chanson sur scène, dès la tournée Darkness Tour qui débuta en mai 1978, avec des paroles différentes dans les couplets.
Le premier enregistrement public officiel du morceau par Springsteen figure dans le coffret Live/1975-85 sorti en 1986. La version studio originale apparaît dans l'album The Promise publié en 2010.

## Classements hebdomadaires
| Classement (1978)                      | Meilleure place |
| -------------------------------------- | --------------- |
| Australie (ARIA)                       | 15              |
| Autriche (Ö3 Austria Top 40)           | 21              |
| Belgique (Flandre Ultratop 50 Singles) | 28              |
| Canada (RPM 100 Singles)               | 13              |
| États-Unis (Billboard Hot 100)         | 13              |
| France (IFOP)                          | 43              |
| Irlande (IRMA)                         | 16              |
| Pays-Bas (Single Top 100)              | 47              |
| Royaume-Uni (UK Singles Chart)         | 5               |
| Suède (Sverigetopplistan)              | 9               |

| Classement (1983)              | Meilleure place |
| ------------------------------ | --------------- |
| Royaume-Uni (UK Singles Chart) | 85              |

## Certifications
| Pays                 | Date       | Certification | Unités certifiées |
| -------------------- | ---------- | ------------- | ----------------- |
| Espagne (Promusicae) | 01/2024    | Or            | 30 000            |
| Italie (FIMI)        | 2024       | Platine       | 100 000           |
| Royaume-Uni (BPI)    | 03/01/2025 | Or            | 400 000           |

## Reprises
La chanson a été reprise avec succès plusieurs fois.

### Version de Co.Ro
En 1992, le groupe d'eurodance italien Co.Ro reprend Because the Night avec la participation de la chanteuse Taleesa. Le morceau utilise également des samples de Master and Servant de Depeche Mode.
Le single connaît un vif succès en Europe.
| Classement (1992-1993)                 | Meilleure place |
| -------------------------------------- | --------------- |
| Allemagne (GfK Entertainment)          | 16              |
| Autriche (Ö3 Austria Top 40)           | 14              |
| Belgique (Flandre Ultratop 50 Singles) | 7               |
| France (SNEP)                          | 6               |
| Irlande (IRMA)                         | 21              |
| Italie (FIMI)                          | 3               |
| Pays-Bas (Nederlandse Top 40)          | 19              |
| Pays-Bas (Single Top 100)              | 17              |
| Royaume-Uni (UK Singles Chart)         | 61              |
| Suède (Sverigetopplistan)              | 26              |

### Version de 10,000 Maniacs
La reprise par le groupe américain 10,000 Maniacs, extraite de l'album live MTV Unplugged en 1993, rencontre le succès essentiellement aux États-Unis et au Canada.
Il s'agit du dernier single du groupe avec Natalie Merchant au chant.
| Classement (1993-1994)         | Meilleure place |
| ------------------------------ | --------------- |
| Canada (RPM 100 Singles)       | 10              |
| États-Unis (Billboard Hot 100) | 11              |
| Royaume-Uni (UK Singles Chart) | 65              |

### Version de Jan Wayne
En 2002, le DJ allemand Jan Wayne (de) propose une nouvelle version dance qui se classe en tête des charts aux Pays-Bas et dans les cinq premiers dans plusieurs pays européens.
| Classement (2002)                      | Meilleure place |
| -------------------------------------- | --------------- |
| Allemagne (GfK Entertainment)          | 4               |
| Autriche (Ö3 Austria Top 40)           | 5               |
| Belgique (Flandre Ultratop 50 Singles) | 2               |
| Irlande (IRMA)                         | 22              |
| Pays-Bas (Nederlandse Top 40)          | 2               |
| Pays-Bas (Single Top 100)              | 1               |
| Royaume-Uni (UK Singles Chart)         | 14              |

### Version de Cascada
Le groupe de dance allemand Cascada reprend à son tour le titre en 2008. Le morceau est publié le 18 juillet 2008, dure 3 minute 25 et figure sur leur second album Perfect Day.
| Classement (2008)              | Meilleure position |
| ------------------------------ | ------------------ |
| Allemagne (GfK Entertainment)  | 41                 |
| Autriche (Ö3 Austria Top 40)   | 45                 |
| Royaume-Uni (UK Singles Chart) | 28                 |
| Slovaquie                      | 56                 |

### Autres versions
Parmi de nombreux autres interprètes, on peut citer :
- Anna Oxa chante une version en italien, sous le titre Notti per due en 1979.
- En 1986, le groupe de heavy metal américain Keel sur son album The Final Frontier.
- La chanteuse japonaise UA sur le single Kumo ga Chigireru Toki en 1996.
- Kim Wilde en 1998, sur son album Philharmania
- Le groupe Tahúres zurdos l'adapte en espagnol sous le titre La noche es, en conservant le refrain en anglais, sur l'album El tiempo de la luz en 2000.
- Le groupe de rock italien Domina Noctis en 2009 sur l'album Second Rose.
- En 2012, le groupe The Sweet sur New York Connection.
- Les groupes de rock Garbage et Screaming Females enregistrent ensemble une reprise sortie sur un single à l'occasion du Record Store Day en avril 2013.
- Le groupe de ska The Selecter sur l'album Subculture en 2015.
- Le groupe de dark wave Deine Lakaien en concert en 2020, puis sur l'album Dual en 2021.